# Drochia
Drochia (Russisch: Дрокия) ist eine Gemeinde und Stadt im Nordteil der Republik Moldau mit knapp 13.000 Einwohnern (2014). Sie ist das Verwaltungszentrum des Rajon Drochia. Die Stadt liegt 174,4 km nördlich der Landeshauptstadt Chișinău und 67 km nordöstlich der rumänischen Stadt Iași.

## Name
Der Name der Stadt stammt von einer lokalen Vogelart, die Dropie (Deutsch: Großtrappe) genannt wird. Dieser Vogel ist auch auf dem Wappen der Stadt abgebildet.

## Geschichte
Drochia wurde erstmals 1777 von Chronisten erwähnt. 1830 war es eine kleine Siedlung mit 25 Familien. In einem Dokument aus dem Jahr 1847 wird vermerkt, dass eine kleine Traubenverarbeitungsanlage, das erste Industrieunternehmen der Stadt, gebaut wurde. 1875 wurden zwei Mühlen an einem örtlichen Bach gebaut.
Eine intensivere industrielle Entwicklung setzte ein, nachdem Ende des 19. Jahrhunderts die erste Eisenbahnlinie gebaut wurde. Bei der Volkszählung von 1930 im damaligen Königreich Rumänien wurde der Ort (damals ein Dorf) als Drochia-Gară (wörtlich Station Drochia) bezeichnet und hatte nur 595 Einwohner. Zu diesem Zeitpunkt bestand die Bevölkerung mehrheitlich aus Ruthenen, Russen und Juden.
Drochia erhielt 1973 den Status einer Stadt, nachdem die Ortschaft in der Sowjetzeit deutlich gewachsen war. Nach dem Zusammenbruch der Sowjetunion setzte allerdings wie in vielen anderen Teilen des Landes ein Bevölkerungsrückgang ein.

## Demografie
Laut der Volkszählung von 2014 betrug die Einwohnerzahl von Drochia 13.150, was einem Rückgang gegenüber der vorherigen Volkszählung von 2004 entspricht, bei der 16.606 Einwohner gezählt wurden. 2014 war das Moldauische die Muttersprache von 65,3 % der Bevölkerung, gefolgt von dem Rumänischen mit 15,6 %, dem Russischen mit 15,1 % und dem Ukrainischen mit 3,8 %. Knapp 80,5 % der Bevölkerung bezeichneten sich als ethnische Moldauer, knapp 10 % als Ukrainer, jeweils 4,3 % als Rumänen und Russen und 0,5 % waren Angehörige anderer Volksgruppen.
| Volkszählung | Einwohnerzahl |
| ------------ | ------------- |
| 1930         | 0595          |
| 1959         | 06.477        |
| 1970         | 10.867        |
| 1979         | 15.355        |
| 1989         | 21.298        |
| 2004         | 16.606        |
| 2014         | 13.150        |

## Galerie

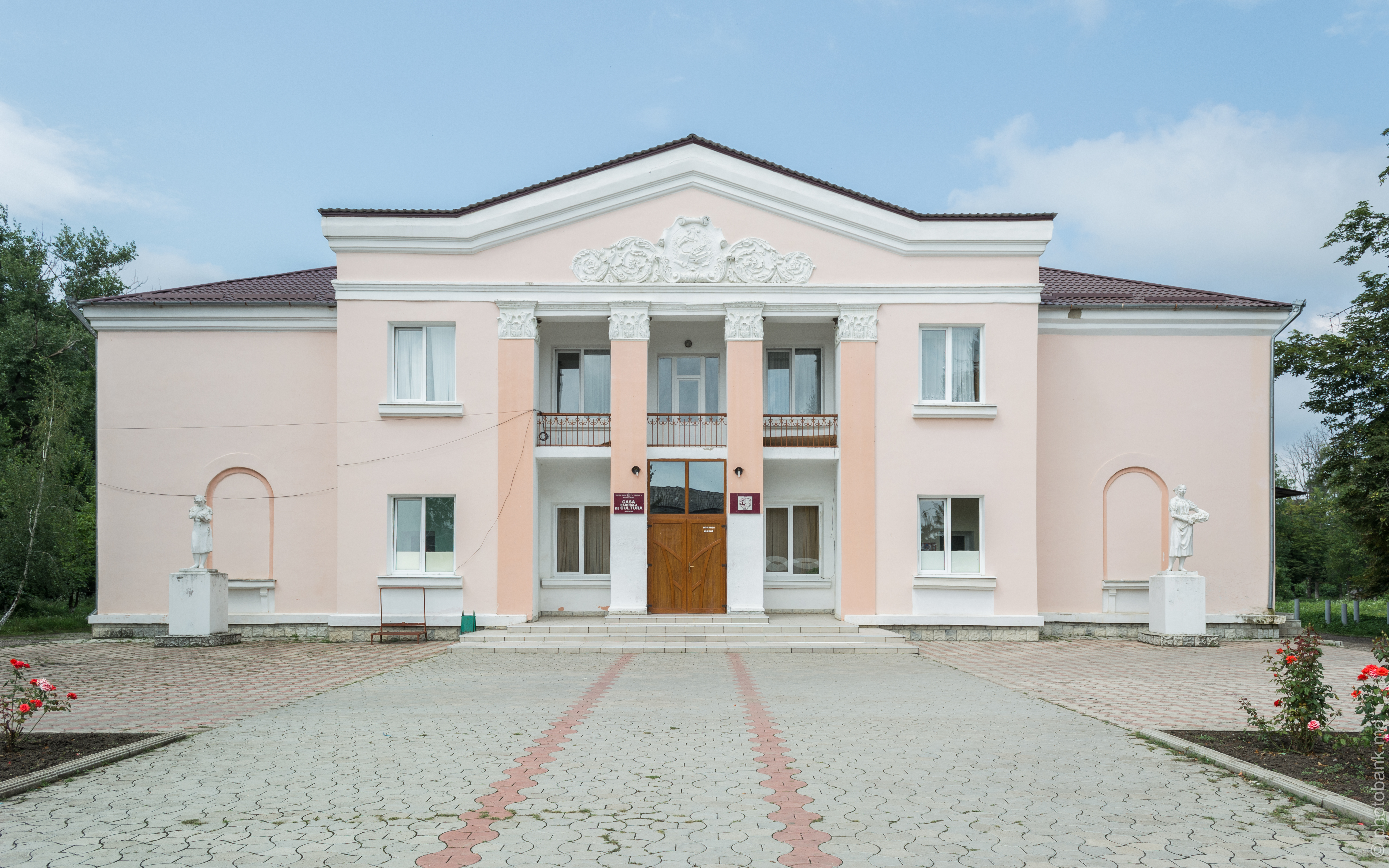
Kulturzentrum Drochia
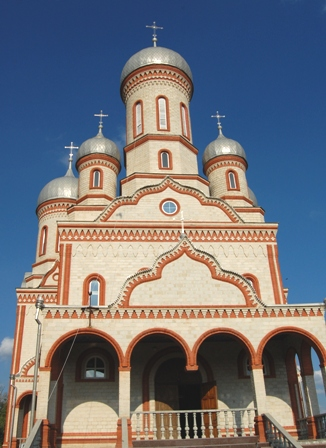
Orthodoxe Kirche Adormirea Maicii Domnului
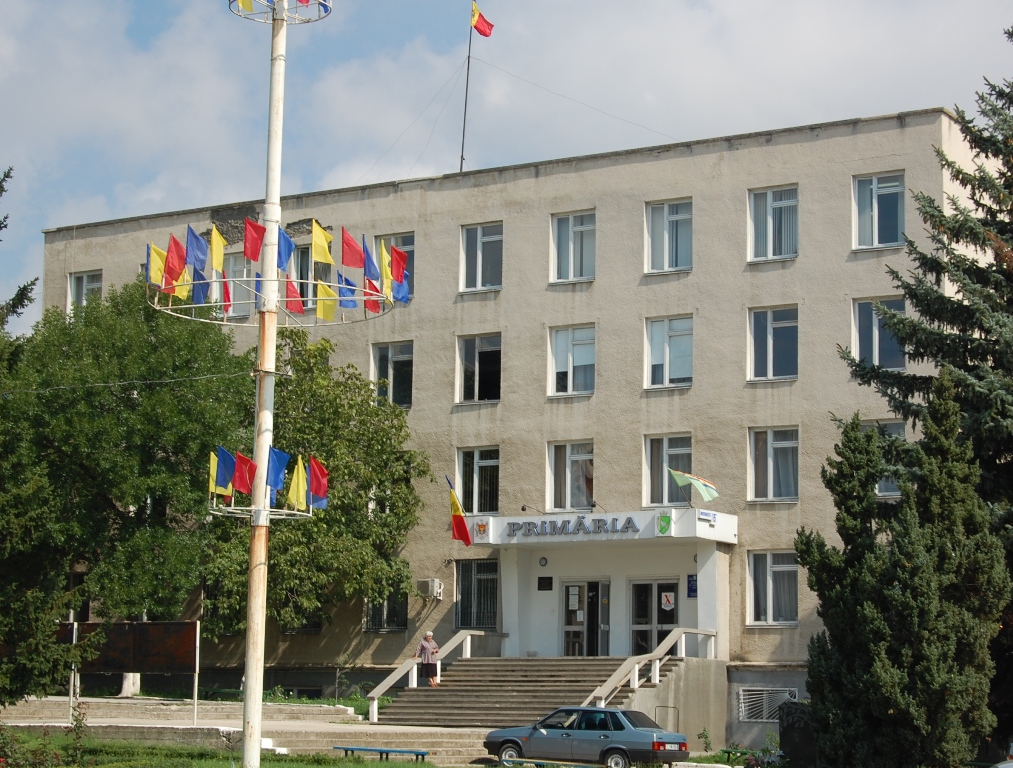
Rathaus von Drochia
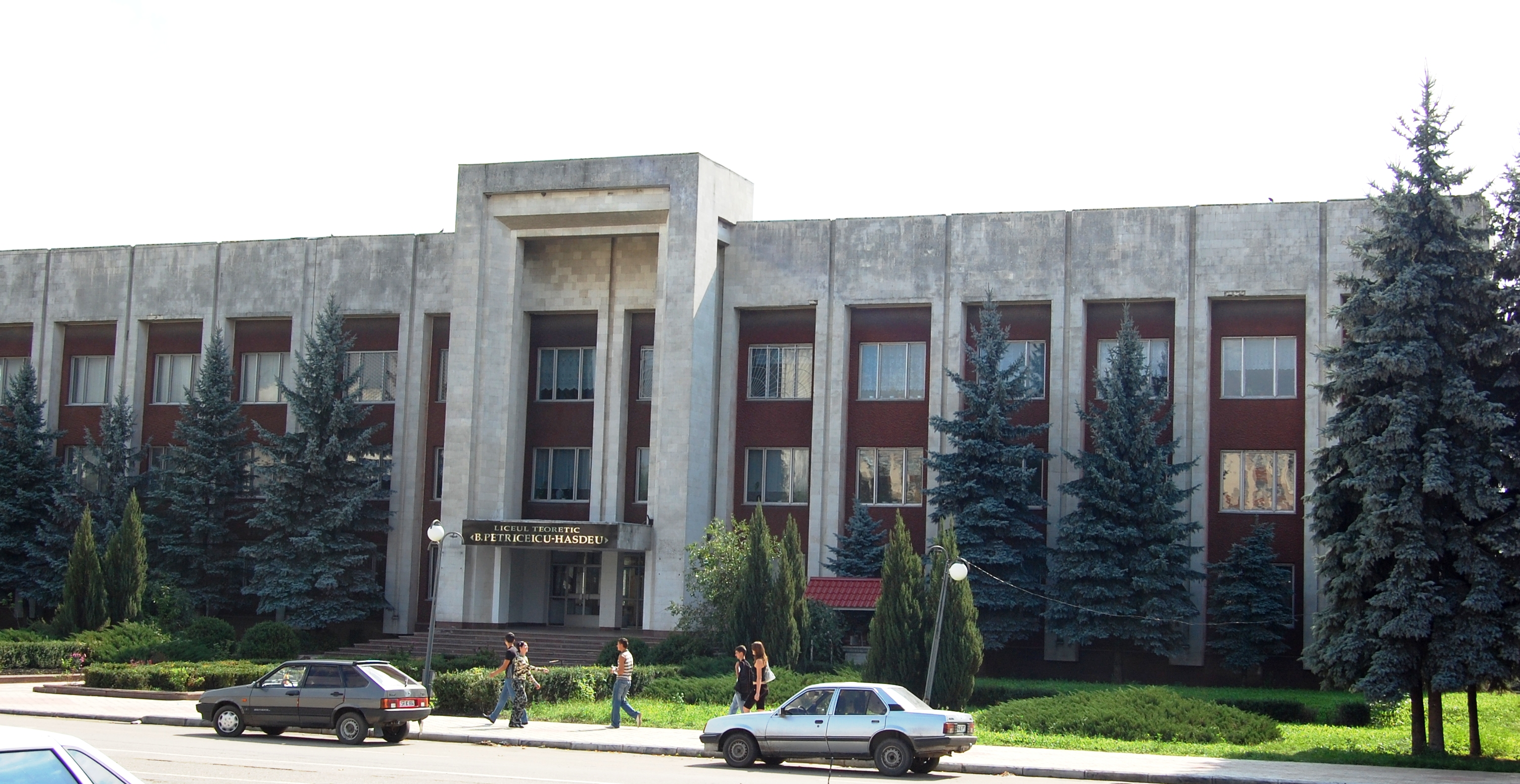
Schule Bogdan Petriceicu-Hasdeu
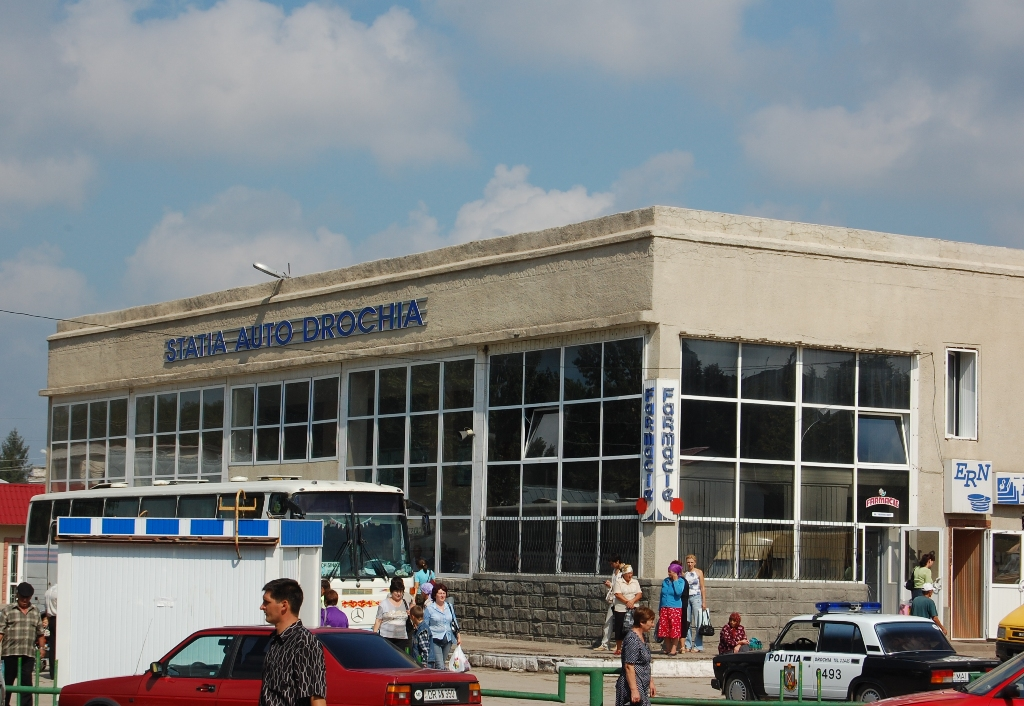
Bushaltestelle
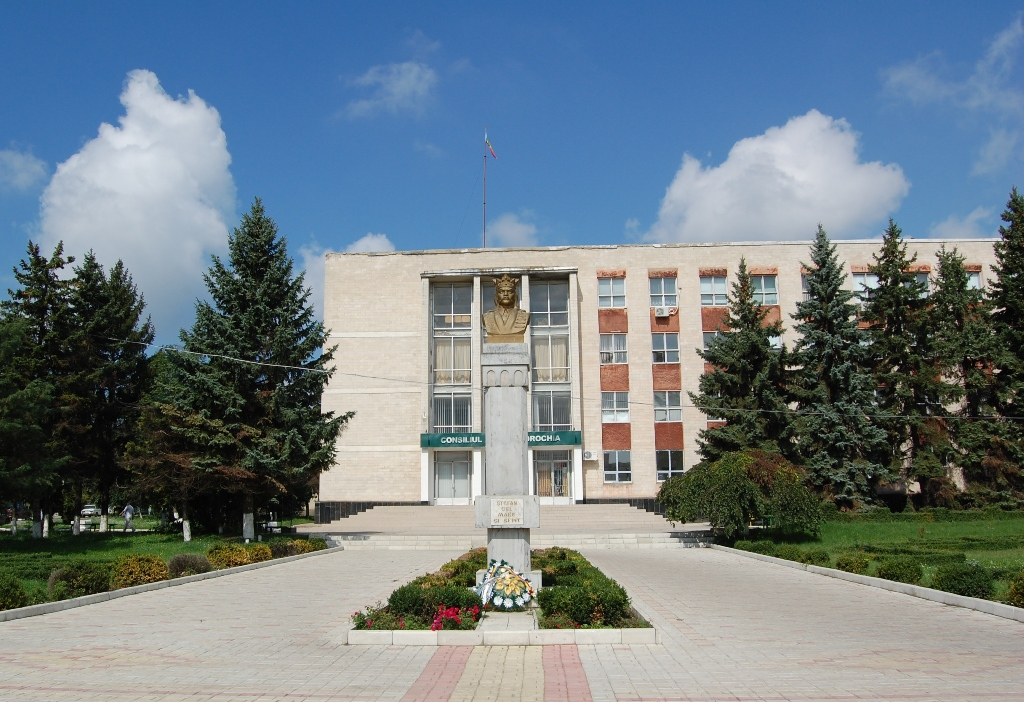
Statue von Ștefan cel Mare